# Cartazinipriset
Cartazinipriset (engelska: Cartazini Award) är ett franskt konstnärspris.
Priset har delats ut vartannat år sedan 1999. Sedan 2003 är den totala prissumman 20 000 euro till vinnaren. 

## Pristagare
- 1999: Pino Pascali
- 2001: Jean-Michel Basquiat
- 2003: Philip Taaffe
- 2005: Tyeb Mehta
- 2007: Geoff Bunn
- 2009: Niamh O Conchobhair
- 2011: Emma Fournier
- 2013: Sandhya Rao